# 沖田奈々
沖田 奈々（おきた なな、1994年3月19日 - ）は、日本のAV女優。ディノ所属。

## 略歴・人物
2015年7月にデビューした巨乳AV女優。
趣味は海外ドラマ鑑賞、散歩。

## 出演作品

### アダルトDVD
2015年
- 水泳競技歴18年 国●体育大会出場! 98cmの巨尻が生み出すドルフィンキック! 本物女子大生アスリートAVデビュー 寺山綾子 21歳（7月13日、E-BODY）※「寺山綾子」名義
- 巨乳地下アイドル 中出し孕ませ制裁 つながり発覚! ファンへ涙の肉体謝罪（8月21日、クリスタル映像）
- 完全ガチ交渉! 噂の、素人激カワ看板娘を狙え! vol.27 in道玄坂（8月21日、プレステージ）
- 調教ソフトSM 病弱な母のためにスケベオヤジの愛人に仕方が無くなった母子家庭の娘（9月10日、ヒビノ）
- 女子アナ志望の女子学生が温泉旅館でアナウンサー研修! チ○ポまみれの淫語温泉レポートでまさかのハプニングSEXへ突入!?（9月24日、SODクリエイト）
- 美大生の巨乳娘 お父さんにヌードモデルをお願いしたら発情して中出しされちゃいました。（10月1日、プラネットプラス）
- 目黒発 かわいい自転車女子ばかりを狙うスポーツマッサージ治療院（10月1日、変態紳士倶楽部）
- 一般男女モニタリングAV 素人大学生姉弟が2人っきりの密室でアダルトグッズのおためし体験! 初めての大人のおもちゃ(電マ/ローター/バイブ)で本気(マジ)イキしちゃった巨乳の姉は弟の興奮ギン勃ちち○ぽを欲しがって禁断の近親相姦してしまうのか!?（10月8日、ディープス）
- 地方在住人妻 地元初撮りドキュメント 大津編（11月7日、マドンナ）※「三井恵理子」名義
- 街行くアカンそうな素人をナンパ! 「そんなアカン娘を逮捕!」 手錠かけてHな事しちゃいました♥ PART6（11月20日、DOC）
- 愛する童貞の息子を巨乳ママが極上泡奉仕で筆おろし 母親と息子の巨乳親子ソープ一転中出し近親相姦 2（11月26日、ROCKET）
- 妹の生活を覗く魔の視線…なんと犯人は実兄だった。 問い詰めると兄は逆ギレして…私は玩具のように犯されました。（11月27日、REAL）

2016年
- ベロチュー好きな巨乳人妻と中出しできる定食屋さん（1月7日、グローリークエスト）
- ヒロイン凌辱 Vol.85 鉄腕美女ダイナウーマン（1月8日、GIGA）
- 嫁の様子がおかしい。 【寝取らせ 盗撮 記録映像】（1月19日、OPPAI）
- 体育系大学に通うアスリート系巨乳お姉さん（1月24日、ケートライブ）※「なな」名義
- 経験豊富な優しい素人人妻が最高の童貞筆おろし 3（2月6日、アイエナジー）※「なな」名義
- グラマラスシスター 水泳で鍛えたカラダで誘惑するデカ尻どすけべ姉ちゃん（2月7日、ケートライブ）※「なな」名義
- 100万円でモニタリングさせてください! 街ゆく優しい若妻が草食系男子の性のお悩み相談にのるだけのはずが… 母性をくすぐられてクラクラ!お金に釣られてフラフラ! 密室に二人っきりで放置された清楚な人妻マ●コは目の前でギンギンに勃起した童貞チ●ポの筆おろし挿入を許してしまうのか? 3（3月11日、SCOOP）
- HYPER HIGHLEG QUEEN - 022（4月7日、デジタルアーク）
- 果てしなく従順なメイド10名と暮らす王様（5月13日、MOODYZ）
- 素人ナンパ すぐに破れるラップ1枚隔てて素股でオナニーのお手伝いをしてくれませんか?（7月7日、アイエナジー）
- テレクラ・出会い喫茶・チャットルーム 潜入撮影! 都会のド底辺スポットで見つけた、愛のあるSEXをさせてくれる天使のような人妻たち（7月7日、桃太郎映像出版）
- お義父さんあそこが疼いてしょうがないんです……（7月14日、タカラ映像）
- 新パックリまんこアップ 7（7月15日、サルトル映像出版）
- 自画撮りぐちゅぐちゅオナニー 語りかけながら自慰三昧「私のイヤらしいおマ○コを見てください」（7月21日、アイエナジー）
- ちょんの間の熟女 地方で噂の人気熟女をこっそり盗撮してみました 乙ノ巻（7月28日、タカラ映像）
- 母ちゃんが風邪薬飲んでぐっすり寝ているので夜這いしてマンコを弄くっても全く起きないのでついでに顔射してみた（8月11日、タカラ映像）
- 自画撮りオマ○コ指オナニー 6（10月6日、グローリークエスト）
- 募集ちゃんTV×PRESTIGE PREMIUM 16（11月18日、プレステージ）

2017年
- ナンパTV×PRESTIGE 巨乳SPECIAL 02（1月13日、プレステージ）

### イメージDVD
- 夫に内緒で… 若妻の乳首（2015年8月23日、INTEC Inc）※「奈々」名義
- Nana 穏やかさに包まれて（2016年4月21日、REbecca）